# خوان مانوئل کودو
خوان مانوئل کودو (انگلیسی: Juan Manuel Quevedo؛ زادهٔ ۱۵ نوامبر ۱۹۸۳) بازیکن فوتبال اهل آرژانتین است.